# Lotus Emira
El Lotus Emira es un automóvil deportivo cupé de dos puertas biplaza, desarrollado por el fabricante inglés Lotus Cars desde 2022.

## Contexto
Desde principios de 2021 y tal vez desde antes, se ha anticipando la llegada de un sustituto para los Elise, Exige y Evora, que además servirá para la transición hacia el ser una marca 100% eléctrica. El fabricante ha adelantado la llegada de tres nuevos modelos para reemplazar a la actual gama, por lo que uno de ellos sería conocido inicialmente como "Lotus Type 131", que después cambió por el Lotus Emira.
Debutó circulando en el Festival de la Velocidad de Goodwood del 8 al 11 de julio de 2021. La nomenclatura "Emira" significa Líder en numerosas lenguas antiguas, según indica la marca.
Está destinado a ser el último de sus modelos producido con motor de combustión interna, ya que buscan descontinuar los de gasolina para dar paso a vehículos cero emisiones.
Se esperaba que las primeras entregas a los clientes comenzaran en el verano de 2022, proponiendo un enfoque totalmente nuevo que se resume en ligereza, agilidad y una sensación de conexión única.

## Diseño

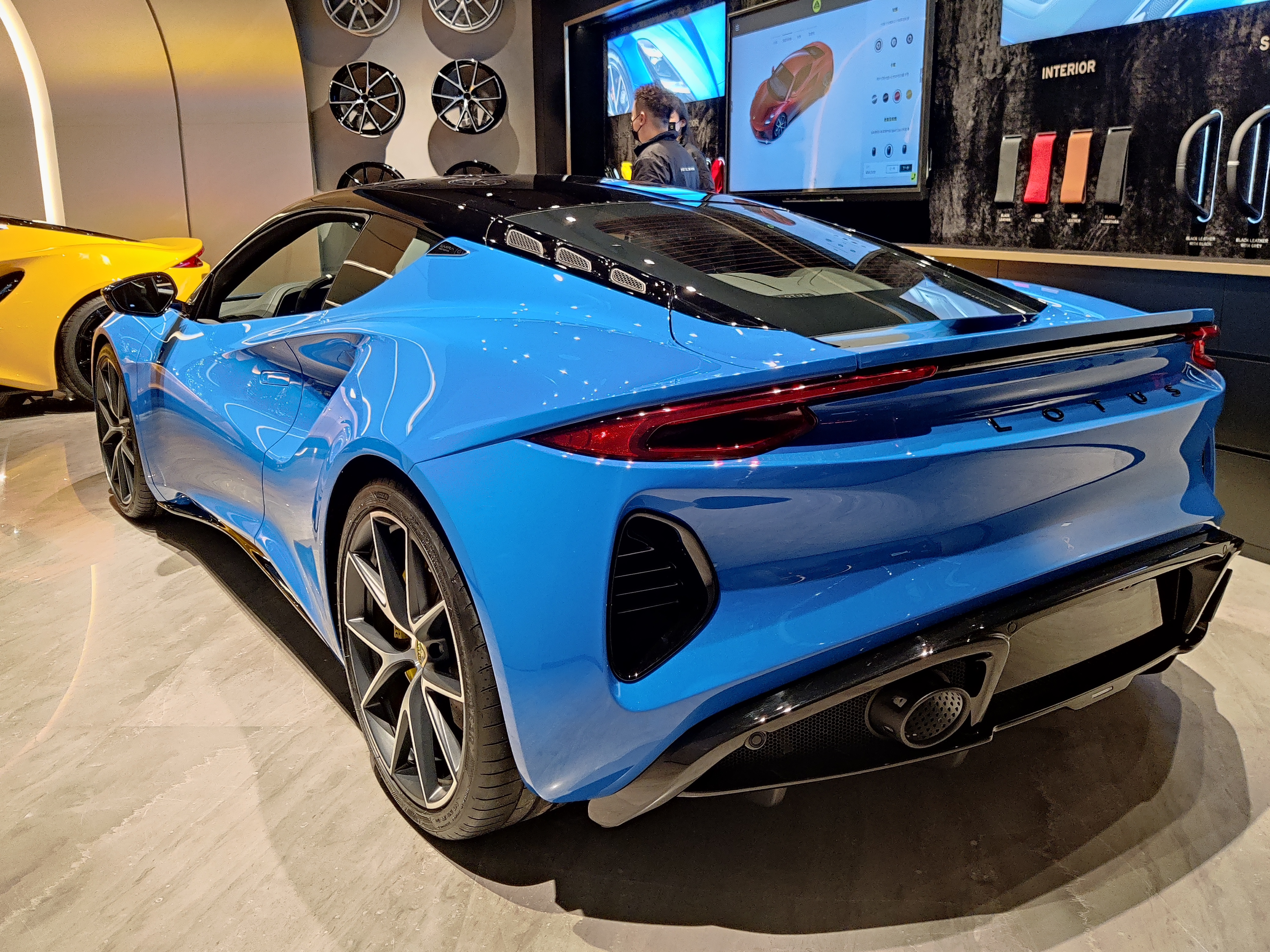
Vista trasera

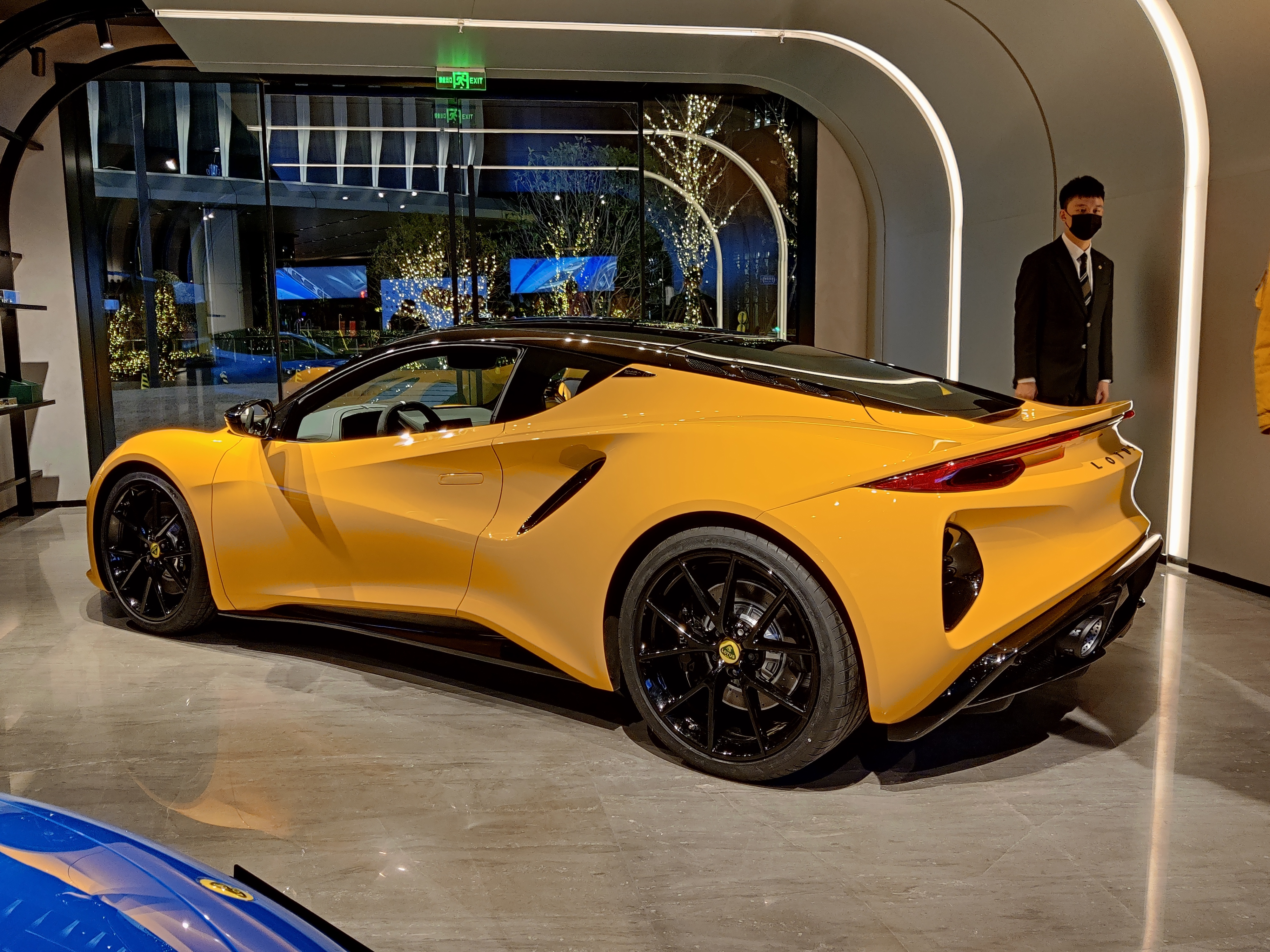
Vista lateral-trasera

Presenta una plataforma de aluminio extruido completamente nueva, denominada "Elemental", siendo flexible y ligera, cuyo nuevo chasis ha sido construido con las mismas técnicas que se aplicaron en el Elise hace 25 años, aunque adaptadas al presente. No obstante, presenta un incremento de peso en su versión más ligera con respecto a los tres modelos anteriores a los que reemplaza, lo que se explicaría por una anunciada e importante mejora en la calidad de construcción y producción, que también implica una reducción en el coste por el apoyo económico por parte del grupo Geely.
Aunque sea un chasis nuevo, ha sido desarrollado partiendo de la base del bastidor del Evora. Todo lo demás sí es nuevo, desde los trapecios de suspensión y la barra estabilizadora hasta la columna y la cremallera de dirección, el sistema de control de estabilidad (ESC) y los frenos.

"El peso siempre es clave para nosotros, pero con el Emira teníamos que ver un cambio de calidad. Queríamos mejorar su uso en el día a día. Por ejemplo, la cantidad de espacios de almacenamiento y cómo se guardan las cosas, las pantallas, la conectividad, pero también, la calidad de construcción, el proceso de fabricación, los pequeños ruidos parásitos, todas esas pequeñas cosas que pueden distraer del placer de poseer el coche en lugar de contribuir a ello…"
afirma: Gavan Kershaw, Director de Atributos e Integridad del Producto de Lotus.

Sus trazos son dramáticos, pero sin caer en lo exagerado, un gran trabajo de diseño enfocado en la aerodinámica, con unas dimensiones de 4,41 m (173,6 pulgadas) de largo, 1,9 m (74,8 pulgadas) de ancho y 1,23 m (48,4 pulgadas) de alto. Estaría disponible en dos variantes simples desde el principio: "Tour" y "Sport". El Tour tendría una puesta a punto con suspensión más suave y elementos de mayor enfoque al confort. Para esto se ofrecen neumáticos Goodyear Eagle F1 Supersport.
La versión Sport tendría una suspensión más firme y una puesta a punto para que sea más agresivo. Para este caso se ofrecen unas Michelin Pilot Sport Cup 2. De serie ambas variantes llevarían rines de 20 pulgadas (50,8 cm). Ofrece iluminación led, techo en color negro y un gran abanico de colores de carrocería, además de otras opciones de personalización. Esta última configuración forma parte del "Drivers Pack".
Monta un sistema de infotenimiento con una pantalla táctil de 10,25 pulgadas (26,0 cm), panel de instrumentos completamente digital de 12,3 pulgadas (31,2 cm), aire acondicionado automático, navegación, Apple CarPlay, Android Auto, puertos USB, sistema de sonido premium KEF con 10 bocinas, asientos con ajuste eléctrico en 12 posiciones y hasta asistencias de conducción, tales como seguridad activa, freno autónomo de emergencia, entre otros. En la parte delantera tiene una cajuela con una capacidad de almacenamiento de 140 litros (4,9 pies cúbicos), mientras que detrás de los asientos hay otro compartimiento de 200 litros (7,1 pies cúbicos) de capacidad.

## Motorizaciones
Para la variante más potente se ofrece un motor V6 de  3456 cm³ (3,5 litros) de origen Toyota con sobrealimentador, que produce 400 HP (406 CV; 298 kW) de potencia máxima, acoplado posiblemente a una transmisión manual de seis cambios, o bien, a una automática también de seis marchas. 
Las variantes más básicas contarían con un motor de cuatro cilindros en línea M139 de 2.0 litros con turbocompresor, pero de origen Mercedes-AMG. La puesta a punto se ha logrado para entregar 367 HP (372 CV; 274 kW), que va acoplado solamente a una caja de cambios de doble embrague de ocho velocidades.
Se tiene previsto que la variante más potente tendría una velocidad punta de 290 km/h (180 mph) y que lograría una aceleración de 0 a 100 km/h (62 mph) en menos de 4.5 segundos. La variante más ligera se estima que marque 1405 kg (3097 libras) en vacío. Está planeado para rivalizar directamente con el Porsche 718 Cayman.
La firma ya ha confirmado que está descartada la posibilidad de una variante híbrida en el futuro para este último modelo.

### Especificaciones
| Distribución                   | DOHC 4 válvulas x cilindro, con VVT-i                                                     |
| Alimentación                   | Inyección multipunto sobrealimentado por compresor volumétrico tipo Roots con intercooler |
| Diámetro x carrera             | 94 x 83 mm (3,70 x 3,27 pulgadas)                                                         |
| Relación de compresión         | 10.0:1                                                                                    |
| Límite de régimen (línea roja) | 6800 rpm                                                                                  |
| Emisiones de CO2               | 180 g (6,3 onzas)/km                                                                      |